# Jack Russell terrier
Il Jack Russell Terrier è un piccolo terrier da lavoro molto attivo, intelligente, socievole, agile e veloce. Creato dal Reverendo Russell per la caccia alla volpe, determinato con la selvaggina, è oggi anche un buon cane da compagnia.
Questo terrier è spesso confuso con il Parson Russell Terrier (più alto e dalla costruzione più quadrata), poiché le due razze hanno origini comuni. Tuttavia, i due tipi sono ben distinti e caratterizzati da specifici standard, costituendo così due razze differenti.

## Storia
Il Jack Russell Terrier ebbe origine in Gran Bretagna, nella regione del Devon, nel XIX secolo, grazie al lavoro del reverendo John Russell (Jack). Egli, appassionato di caccia, selezionò una razza di Fox Terrier adatta ad introdursi in tana per stanare la volpe o altre piccole prede.
La capostipite fu Trump: la storia narra che il reverendo, poco più che ventenne, stesse passeggiando, quando incrociò un lattaio con una piccola e splendida terrier: Russell se ne innamorò e riuscì a diventarne il nuovo padrone.
Grazie ai suoi studi e alle sue capacità, partendo da Trump e incrociando diverse razze, tra cui il beagle e il bulldog, diede vita al Jack Russell Terrier.
Lo sviluppo della razza continua in Australia, dove viene richiesto nel 2000 il riconoscimento di razza rilasciato in via provvisoria ad ottobre dello stesso anno.

## Descrizione
Secondo lo standard FCI n°345, il Jack Russell terrier è un cane vivace e attivo, sicuro di sé e intelligente.
Nell'insieme è più lungo che alto (rettangolare): l'altezza ideale misurata al garrese è compresa tra i 25 e i 30 cm, il rapporto altezza-peso è di circa 5 a 1 (un kg per ogni cinque cm di altezza, quindi un cane di 25 cm dovrebbe pesare circa 5 kg) e la circonferenza toracica, misurata dietro i gomiti, dovrebbe essere tra 40 e 43 cm.
Il pelo deve essere impermeabile e può essere di tre tipi: liscio, ruvido (cosiddetto "fil di ferro") o spezzato (broken). Il colore bianco deve essere predominante. Le macchie possono essere nere e/o marroni. Se sono presenti i tre colori fermo restando il predominante bianco, l'esemplare viene chiamato tricolore.  
Il pelo è dei tre tipi descritti precedentemente e non ne esistono altre varietà. C'è da sottolineare che in ciascuna tipologia ci possono essere molte sfaccettature, il pelo può essere più o meno folto, più corto o più lungo.

## Attività e convivenza con l'uomo

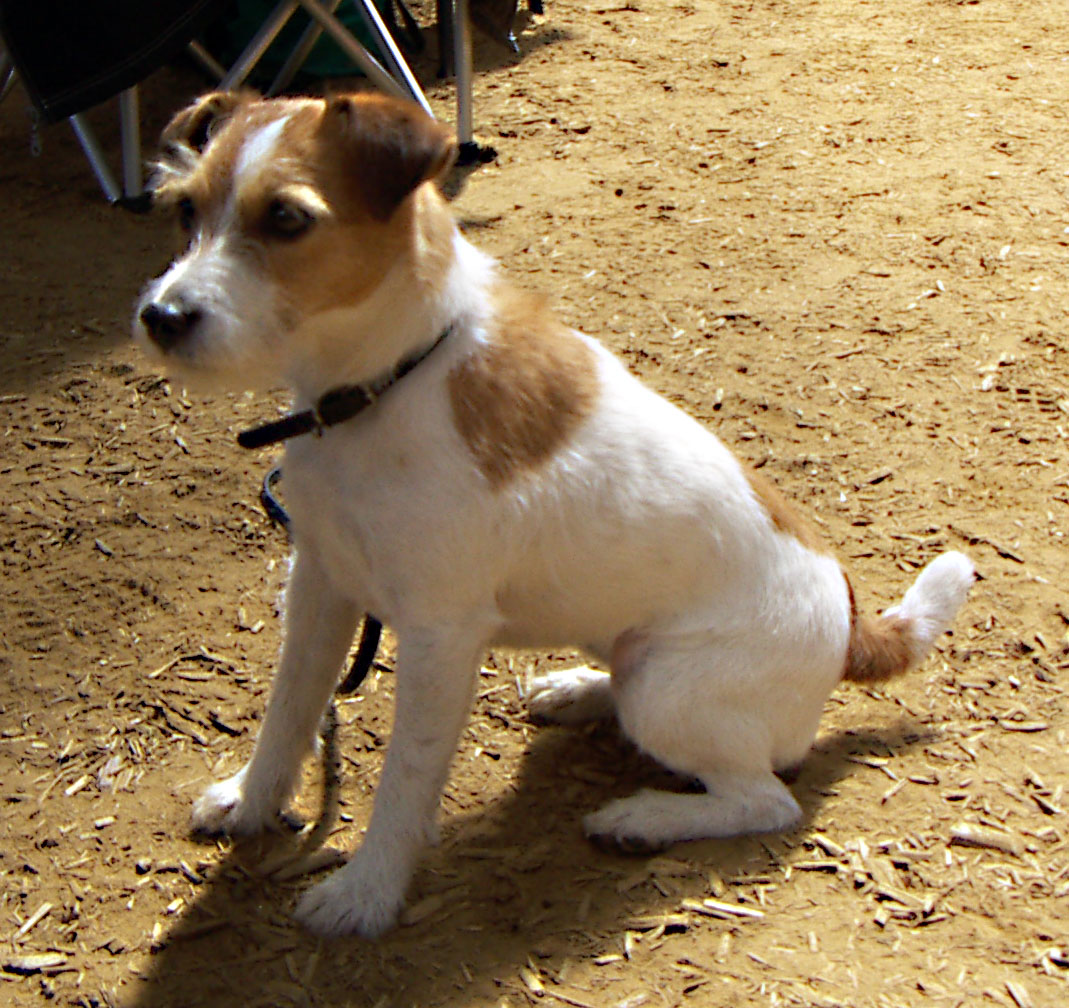
Un Jack Russell terrier broken.

Nato per la caccia alla volpe, il Jack Russell è utilizzato in svariate discipline.
Si va dalla tana alla caccia al cinghiale, dall'agility dog al disc dog.
L'attività è molto importante per questo tipo di cane dal carattere vivace spesso definito instancabile. Pertanto, non è un cane che può stare sempre in appartamento ma ha bisogno di correre, muoversi, giocare ed esplorare all’aria aperta, in modo che si diverta ma anche scarichi un po’ delle sue esuberanti energie.
Se ben gestito è un cane equilibrato, adatto a convivere in famiglia con bambini e anziani, anche se in certi momenti ha bisogno dei suoi spazi e non disdegna la compagnia di altri cani. È un cane coraggioso, allegro, socievole e giocherellone. È un grande cacciatore e un ottimo cane da guardia.
Il Jack Russell è una razza resistente che non necessita di cure particolari; come molte altre razze va frequentemente spazzolato e occorre non eccedere nel cibo, considerato che la sua estrema vivacità e attivismo contribuiscono ad aumentare il suo appetito. Tuttavia, se mal gestito, il suo carattere può creare problemi e sfociare nell’aggressività.
Possiede un temperamento forte e di conseguenza necessita di una ferma educazione.

## Apparizioni nei media
- Il cane Nipper è diventato simbolo della Gramophone Company, His Master's Voice, La voce del padrone, EMI e tuttora è incluso nel logo attuale della casa discografica HMV.
- Il cane "Milo" del film The Mask con Jim Carrey del 1994 è un Jack Russell Terrier.
- Compare un Jack Russell anche nel sequel The Mask 2 del 2005 diretto da Lawrence Guterman.
- I cani degli spot italiani delle mele Melinda sono Jack Russell Terrier, sebbene nella prima versione dello spot non si tratti di un esemplare standard a causa delle orecchie portate ritte.
- Nella serie televisiva tedesca Il nostro amico Kalle, un Parson Russel è uno scatenato cane detective.
- Sono Jack Russell anche i cani degli spot di Original Marines, Enel Energia, Fastweb e Allianz, sebbene in quest'ultimo sia stato rappresentato con una animazione 3D e nello spot della Coop con Luciana Littizzetto.
- Il cane nel film Allarme rosso, con Gene Hackman e Denzel Washington: è il cane di nome "Bear" del comandante del sommergibile nucleare americano, che lo definisce come "Il cane più intelligente che ci sia".
- Nel film Babe va in città un simpatico Jack Russell Terrier di nome Flealick, che ha delle ruote sulle zampe posteriori e l'aiutano a muoversi.
- Un Jack Russell appare in Body Guards - Guardie del corpo come cane di Anna Falchi.
- Un Jack Russell Terrier è stato usato negli sketch de "la casa delle libertà" all'interno del programma di satira L'ottavo nano.
- Otto, il jackino volante
- Nel film Superman III un Jack Russell Terrier è il cane del figlio di Lana Lang.
- Nella serie tv Frasier il padre del protagonista Martin Crane possiede un Jack Russel Terrier di nome Eddie.
- Nel film Qualunquemente di Antonio Albanese, il figlio del protagonista Cetto Laqualunque possiede un Jack Russel Terrier che quest'ultimo, nel film, uccide per errore.
- Nel film Il superpoliziotto del supermercato appare un Jack Russell Terrier.
- Un Jack Russell Terrier appare nel film Hotel Bau.
- Hank, guinzaglio selvaggio
- Nel film Harry Potter e l'Ordine della Fenice il patronus di Ron Weasley è un Jack Russel Terrier.
- Nel film The Artist di Michel Hazanavicius dove ha un ruolo primario, il cane Uggie che l'ha interpretato nel film ha lasciato le impronte nella Hollywood Walk of Fame nell'Hollywood Boulevard e ha ricevuto il Golden Collar Awards nel 2012[2][3]. Il cane è deceduto nell'agosto 2016.
- Nel film Beginners in cui il piccolo Jack Russell Terrier è spesso compagno di riflessioni del protagonista Ewan McGregor.
- Nel film Il mio cane Skip appare come protagonista un Jack Russell Terrier, il film è tratto dal libro autobiografico Il mio cane Skip di Willie Morris.
- Il cane del presentatore francese Christophe Dechavanne nelle trasmissioni di TF1 è un Jack Russell Terrier.
- Kali, "Il cane", compagno di Philippe Noiret nel film Alexandre, un uomo felice è un Jack Russell Terrier.
- Otto ed Hank si incontrano, apocalisse canina
- Il cane della serie televisiva I predatori dell'idolo d'oro è un Jack Russell Terrier.
- Un Jack Russell Terrier appare nel film Seconda primavera con Nino Frassica.
- Un Jack Russell Terrier parlante è protagonista della serie televisiva Wishbone, il cane dei sogni.
- Il cane del film australiano Mr. Accident è un Jack Russell Terrier.
- Il cane Pongo del film spagnolo Pongo, il cane milionario (Pancho, el perro millonario) del regista Tom Fernandéz è un Jack Russell Terrier[4].
- Un Jack Russell Terrier appare nel film Come l'acqua per gli elefanti.
- Un Jack Russell Terrier è protagonista della collana di libri per bambini Jack Russell: Dog Detective di Darrell e Sally Odgers e pubblicata dalla casa editrice statunitense Scholastic.
- Il romanzo autobiografico di Giuseppe Pederiali L'amore secondo Nula ha come protagonista un Jack Russell Terrier e tutto il romanzo è visto attraverso gli occhi del cane protagonista.
- Un Jack Russell Terrier di nome "Max" è uno dei protagonisti del film d'animazione Pets - Vita da animali del 2016.
- Un Jack Russel Terrier compare nella pubblicità delle gomme Vigorsol, dove il piccolo protagonista vede il proprio padrone come un lupo capobranco.
- Un Jack Russel Terrier Broken è protagonista nella pubblicità delle Fonzies 2018. Facendo finta di essere malato ad una zampa, ruba il pacchetto dalle mani di una ragazza, per portarlo al padrone che lo aspetta in un'auto parcheggiata lungo la strada.
- "Otto ed Hank incontrano Zoe": cortometraggio del 2021 di due jack russel che si innamorano di una cagnolina di nome Zoe
- Il cane che appare nel film "tre metri sopra il cielo" è un jack russell di nome Pepito.
- Il cane Nippy che compare nel film Piccola peste torna a far danni è un Jack Russell.
- Nel film "The danish girl", il cane dei protagonisti è un Jack Russell di nome Hvappe.

## Bibliografia

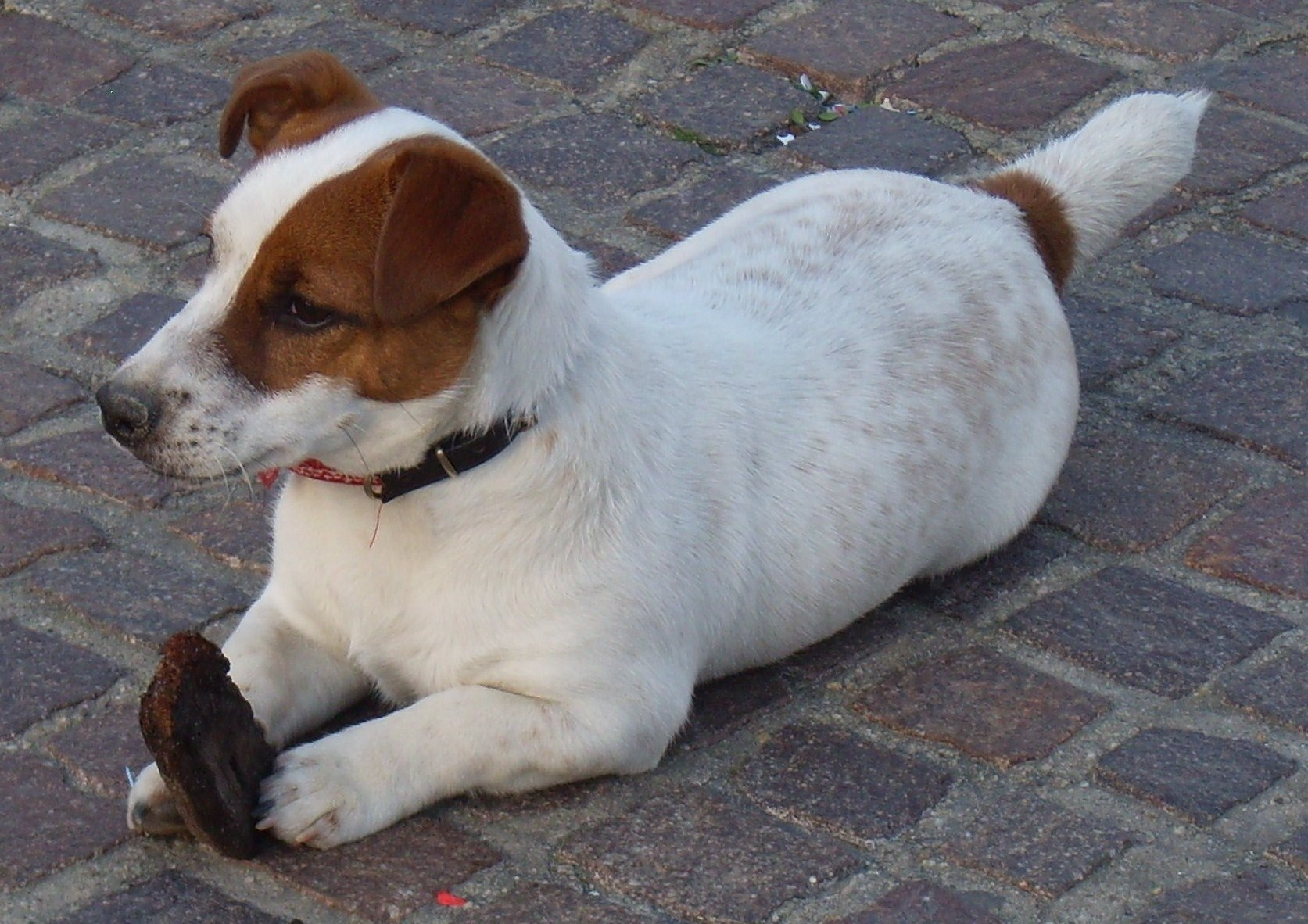
Esemplare con preda